# Jonathan Goodwin
Jonathan Goodwin (Haverfordwest, 20 februari 1980) is een Welshe voormalig stuntman en boeienkoning.

## Biografie
Goodwin maakte zijn eerste tv-optreden bij Dirty Tricks op Channel 4, waarna hij op dezelfde zender ook in The Seven Stupidest Things to Escape From, Deathwish Live en Balls of Steel verscheen. Op Discovery Channel maakte hij zijn opwachting in How Not to Become Shark Bait en One Way Out.
Goodwins eigen televisieprogramma, The Incredible Mr. Goodwin, werd in 2013 voor het eerst uitgezonden op onder meer BBC America. In de show deed hij een variëteit aan stunts, waaronder het hangen aan de cabine van een kabelbaan en het beklimmen van een wolkenkrabber.
In 2019 bereikte de Welshman de finale van Britain's Got Talent, waarin hij zich levend liet begraven. Een jaar later bereikte hij de halve finale van America's Got Talent.
Tijdens repetities voor America's Got Talent: Extreme in oktober 2021 raakte Goodwin zwaargewond. Op de Atlanta Motor Speedway werd de in dwangbuis geklede en aan een touw bungelende stuntman bij een mislukte ontsnappingspoging geplet tussen twee auto's. De Welshman verloor een nier, brak beide schouderbladen, verbrijzelde beide benen, had derdegraads brandwonden en brak zijn ruggengraat. In februari 2022 werd hij ontslagen uit het ziekenhuis, maar vanwege een dwarslaesie zit hij sindsdien in een rolstoel.